# Jan van Kilsdonk
Jan van Kilsdonk, noto anche come Pater van Kilsdonk (Zeeland, 19 marzo 1917 – Amsterdam, 1º luglio 2008), è stato un teologo e presbitero olandese appartenente alla Compagnia di Gesù.
È stato autore di numerosi libri e saggi. Ha vissuto per molti anni ad Amsterdam, dove era attivo nella cura dei malati di AIDS. Sosteneva la necessità da parte della Chiesa cattolica di una cura più attenta e non discriminante nei confronti degli omosessuali.